# WTA German Open 1973
Il WTA German Open 1973 è stato un torneo di tennis giocato sulla terra rossa. È stata la 62ª edizione del German Open, che fa del Women's International Grand Prix 1973. Si è giocato ad Amburgo in Germania dall'11 al 17 maggio 1973.

## Campionesse

### Singolare
Helga Masthoff ha battuto in finale  Pat Walkden con il punteggio di 6–4, 6–1.

### Doppio
Helga Masthoff /  Heide Orth hanno battuto in finale  Kristien Kemmer /  Laura Rossouw con il punteggio di 6–1, 6–2.